# آن إليونورا يورغنسن
آن إليونورا يورغنسن (بالدنماركية: Ann Eleonora Jørgensen)‏ هي ممثلة دانمركية، ولدت في 16 أكتوبر 1965 في الدنمارك. من الجوائز التي نالتها جائزة روبرت لأفضل ممثلة في دور مساعد سنة 2001.

## جوائز
- جائزة روبرت لأفضل ممثلة في دور مساعد (2001)

## وصلات خارجية
- آن إليونورا يورغنسن على موقع IMDb (الإنجليزية)
- آن إليونورا يورغنسن على موقع ألو سيني (الفرنسية)
- آن إليونورا يورغنسن على موقع أول موفي (الإنجليزية)
- آن إليونورا يورغنسن على موقع قاعدة بيانات الأفلام السويدية (السويدية)
- آن إليونورا يورغنسن على موقع قاعدة بيانات الفيلم (الإنجليزية)
- آن إليونورا يورغنسن على موقع كينوبويسك (الروسية)